# Goodenia willisiana
Goodenia willisiana är en tvåhjärtbladig växtart som beskrevs av R. Carolin. Goodenia willisiana ingår i släktet Goodenia och familjen Goodeniaceae. Inga underarter finns listade i Catalogue of Life.